# Wyrd

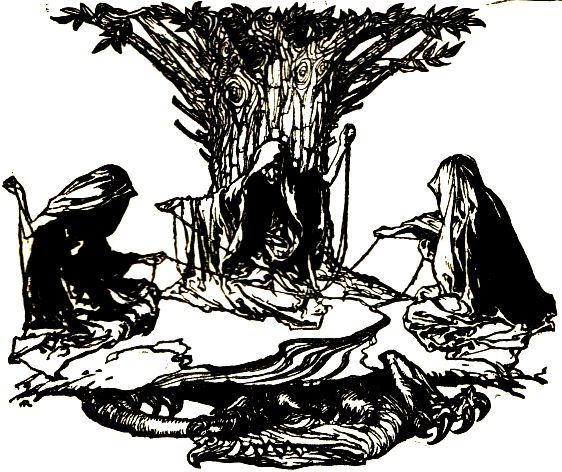
Norny spřádající wyrd, (Arthur Rackham, 1912).

Wyrd je pavučina osudu, kterou spřadájí tři panenské norny sedávající u kořenů Yggdrasilu. Urd („Osudová“) zastupuje minulost, Verdandi („Stávající“) přítomnost a Skuld („Co musí být“) budoucnost. Jejich rukama prochází vlákno wyrdu a pokaždé, když se přetrhne, někdo zemře.